# 第6回ダヴィッド・ディ・ドナテッロ賞
第6回ダヴィッド・ディ・ドナテッロ賞（だい6かいダヴィッド・ディ・ドナテッロしょう）の授賞式は、1961年7月30日にタオルミーナで行われた。

## 受賞者一覧

### 監督賞
- ミケランジェロ・アントニオーニ（『夜』）

### プロデューサー賞
- ゴッフレード・ロンバルド（『若者のすべて』）
- ディーノ・デ・ラウレンティス（『Tutti a casa』）

### 主演女優賞
- ソフィア・ローレン（『ふたりの女』）

### 主演男優賞
- アルベルト・ソルディ（『Tutti a casa』）

### 外国人プロデューサー賞
- メトロ・ゴールドウィン・メイヤー（『ベン・ハー』）

### 外国人女優賞
- ブリジット・バルドー（『真実』）

### 外国人男優賞
- チャールトン・ヘストン（ベン・ハー』）

### ダヴィッド特別賞
- フランコ・ロッシ（監督、『Odissea nuda』）
- クラウディア・カルディナーレ（俳優、『鞄を持った女』）
- ゲイリー・クーパー（俳優、功労賞）